# Derbe
Derbe (altgriechisch Δέρβη) war eine antike und frühbyzantinische Stadt im Süden der kleinasiatischen Landschaft Lykaonien nahe der Grenze zu Kappadokien. Sie lag in der Nähe oder auf dem Kerti Hüyük beim heutigen Dorf Devri Şehri 22 km nördlich der Stadt Karaman (in der Antike „Laranda“) in der Türkei. Es ist die einzige im Neuen Testament erwähnte Stadt, in der die Botschaft des Evangeliums von Anfang an von ihren Bewohnern angenommen wurde.
Derbe wird bei Marcus Tullius Cicero und Strabon erwähnt. Der Apostel Paulus besuchte Derbe auf seinen Missionsreisen und gründete dort eine christliche Gemeinde. Spätestens seit 381 war die Stadt Bistum, darauf geht das Titularbistum Derbe der römisch-katholischen Kirche zurück. Wohl im 8./9. Jahrhundert wurde Derbe infolge von Arabereinfällen verlassen. 